# 奇曼
奇曼（西班牙語：Chimán），是巴拿馬的城鎮，位於該國中東部，由巴拿馬省的奇曼區負責管轄，面積281平方公里，海拔高度19米，2010年人口1,205，人口密度每平方公里4.3人。